# دیسم بن ابراهیم کردی
دَیسَم بن ابراهیم کُرد یا دَیسَمِ کُردی دیسم الکردی مکنی و مشهور به ابوسالم از نجبای کردتبار و خارجی‌مذهب بود که در قرن چهارم هجری چند دوره به تناوب حکومت آذربایجان را به دست گرفت.
والی آذربایجان در قرن ۴ هجری قمری بود که از مسافریان شکست خورد.
مادر دیسم دختر یکی از رؤسای قبایل کرد آذربایجان و پدرش از نزدیکان هارون الشاری حاکم آذربایجان بود. پس از قتل هارون شاری، آذربایجان را «یوسف بن ابوالساج» بگرفت و دیسم بدو پیوست و مقام و منصبی به دست آورد و پس از ابوالساج، بر آذربایجان را چیره گشت. دیسم خارجی مذهبی بود و اغلب سربازان وی را کردها و عده‌ای از دیلمیان وشمگیری تشکیل می‌دادند. وزیر او ابوالقاسم علی بن جعفر از مردم آذربایجان و از بزرگان باطنیه بود.
مرزبان بن محمد بن مسافر (مالک قلعه شمیران) برای تصرف آذربایجان با دیسم درآویخت؛ در نتیجهٔ این نبرد، دیسم به ارمنیه گریخت. مجدداً با سپاهی در خارج شهر تبریز با مرزبان بن محمد درگیر شد؛ اما باز شکست خورد و به اردبیل گریخت و پس از محاصرهٔ طولانی، تن به‌صلح داد. آنگاه در سال ۳۴۲ ه‍.ق دیسم به بغداد نزد معزالدوله دیلمی رفت و از وی برای مقابله با مرزبان کمک خواست و چون مأیوس گردید به‌موصل نزد ناصرالدین بن حمدان رفت و او نیز دیسم را نومید ساخت. و از آنجا نزد سیف الدوله بشام رفت و تا سال ۳۴۴ هَ.ق. در آنجا ماند. دیسم بنا بدعوت کُردان مجدداً به آذربایجان بازگشت و پس از شکست از مرزبان به ارمنیه گریخت و به حاکم آن دیار پناهنده شد. حاکم ارمنیه بخاطر ترس از مرزبان، دیسم را تسلیم وی کرد. مرزبان او را به زندان افگند و چشمش را کور کرد و پس از مرگ مرزبان، به دست طرفداران مرزبان کشته شد.

## منبع‌شناسی
- تواریخ عمومی دسته‌ای از این منابع هستند که به شرح وقایع و حوادث سرزمین‌های اسلامی و خلافت عباسی می‌پردازند. مروج‌الذهب، تجارب‌الامم، زین‌الاخبار، الکامل، العبر، تاریخ یمینی و حبیب‌السیر نمونه‌هایی از تاریخ عمومی مذکور هستند.[۲]
  - مروج الذهب اثر علی بن حسین مسعودی (م ۳۴۶). مسعودی سفرهای زیادی کرده و از نواحی مختلف خلافت اسلامی بازدید به عمل آورد که قفقاز و جزیره من جملهٔ مقاصد او بوده‌اند. مسعودی در مروج الذهب التفات قابل توجهی به تاریخ ایران کرده‌است و نگاه او به جوامع غیرمسلمان نیز بی‌طرفانه است. آثار او منبع مهمی برای بررسی تاریخ ایران پیش از اسلام و اوایل دورهٔ اسلامی هستند.[۳] وی با دیسم معاصر بوده و بین مورخین متقدم اسلامی، بیشترین اطلاعات را راجع به طوایف و قبایل کرد ارائه داده‌است.[۴]
  - تجارب‌الامم
- منابع جغرافیایی نیز می‌توانند برای مطالعهٔ تاریخ مفید باشند. از کتب جغرافی قرن چهارم و پنجم هجری که به اوضاع جغرافیای اقلیمی و جغرافیای تاریخی می‌پردازند، المسالک و الممالک، حدود العالم و احسن التقاسیم فی معرفة الاقالیم هستند.[۲]
- منابع متأخر
  - شهریاران گمنام کتابی است اثر سید احمد کسروی.[۵]

## پیش‌زمینه
افول قدرت خلافت عباسی و میان‌دوره ایرانی
مردمان ایرانی‌تبار نظیر دیلمی‌ها، کردها، بلوچ‌ها و غیره که تا پیش از این سهمی در سیاست نداشتند، در مناطق مختلف ایران قدرت را به دست گرفتند.

## نسب و مذهب
پدر دیسم یکی از یاران هارون شاری بود. هارون شاری، یک شورشی خارجی‌مذهب و رهبر خوارج موصل بود که در جزیره، علیه خلیفهٔ وقت، معتضد، شورش کرده بود و درنهایت نیز سرکوب شد. پس از کشته شدن «هارون شاری»، پدر دیسم به آذربایجان پناه آورد و با دختر یکی از رؤسای قبایل کُرد ازدواج کرد؛ حاصل این ازدواج، دیسم بود. نام پدر دیسم را برخی منابع «ابراهیم» و برخی منابع «شادلویه» ذکر کرده‌اند. برای مثال، مسعودی می‌نویسد که دیسم به «ابن شادلویه» مشهور است. ویلفرد مادلونگ معتقد است این نام بر ایرانی‌تبار بودن و به احتمال زیاد کردتبار بودن پدر دیسم دلالت دارد. اما در طرف مقابل کسروی (در شهریاران گمنام) و دائرةالمعارف بزرگ اسلامی می‌نویسند که شادلویه اسم طایفهٔ مادری دیسم است؛ و نه نام پدرش. باسورث نیز در ایرانیکا تبار پدر دیسم را عرب ذکر می‌کند. به نوشتهٔ تاریخ جامع ایران علت عرب دانستن پدر دیسم بین محققین، احتمالاً بخاطر روایت ابن مسکویه و همچنین بخاطر خارجی‌مذهب بودن اوست؛ اما روایتی از مسعودی ثابت می‌کند که در آن دوره، خوارج بین کردها هم فعالیت می‌کردند و تعدادی از کردها هم به این مذهب گرویده بودند؛ بنابراین نمی‌توان از خارجی‌مذهب بودن پدر دیسم، عرب بودنش را استنباط کرد. به نظر اسماعیل شمس (نویسنده بخش سلاریان در تاریخ جامع ایران)، هر دو احتمال به یک اندازه ممکن هستند. در مورد مذهب خود دیسم هم، او به تبعیت از پدرش خارجی بود.

هیچ بعید نیست که پدر دیسم (شادلویه) نام اسلامی «ابراهیم» را اختیار کرده باشد یا واقعاً نام او ابراهیم بوده و شادلویه تبار ایلی و قومی او باشد؛ زیرا از یک سو نام یکی از ایلات بزرگ کرد «شادلو» ست، و از سوی دیگر در قدیم نام «شادی» نامی رایج درمیان کردها بود و حتی نام جد صلاح‌الدین ایوبی مشهور، «شادی» بوده است.

شمس، «سلاریان»، تاریخ جامع ایران، ۷:‎ ۳۹۱.

## ابتدای فعالیت دیسم

### پیش‌زمینه اوضاع آذربایجان

نقشهٔ آذربایجان در قرن چهارم هجری

در عصر عباسیان، آذربایجان شاهد شورش بابک خرمدین بود که بیش از بیست سال به طول انجامید و اکثر مناطق شمال‌غرب ایران را تحت تأثیر قرار داد. اگرچه بابک موفق شد نفوذ امرای عرب را در آذربایجان کاهش دهد، اما تأثیر آن موقت بود. در آخرین نبرد افشین با بابک، شخصی به نام «ابوالساج» در سپاه افشین خدمت می‌کرد و در این جنگ شهرت یافت. او بعدتر از طرف خلیفه به مأموریت‌های مختلفی در مناطق مختلف اعزام شد و در سال ۲۶۶ درگذشت؛ اما فرزندانش، محمد و یوسف، حرفه پدر را ادامه دادند. در سال ۲۷۹، المعتمد، خلیفهٔ عباسی وقت، «محمد بن ابوالساج» (فرزند ابوالساج مذکور) که یکی از بهترین امرای وی محسوب می‌شد را با هدف تحت نظر گرفتن قدرت پادشاهی مستقل باگراتونی، بر ولایت آذربایجان و ارمنیه گماشت او بعدها نسبت به فرامین خلیفه تمرد کرد و نهایتاً در سال ۲۸۶ فوت شد. پس از مرگ او اطرافیانش پسرش دیوداد را به امارت برگزیدند ولیکن برادر محمد، یوسف بن ابوالساج، این را نپذیرفت و برادرزاده‌اش را از میدان به در کرد. یوسف تا سال ۳۱۵ حکومت کرد و روابط وی با خلافت دائماً در تلاطم بود؛ او مقتدرترین امیر ساجی بود. در شوال آن سال خلیفه یوسف را به بغداد فراخواند تا با قرامطه (به رهبری ابوطاهر جنابی) مقابله کند. یوسف پذیرفت ولی سپاه چهل هزار نفره او شکست خورد و خودش اسیر و اعدام شد. پس از کشته شدن یوسف، خلافت عباسی کنترلِ مؤثر شمال غرب ایران را برای همیشه از دست داد. مرگ یوسف و درگیری جانشینان او، آذربایجان را با خلأ قدرت روبرو کرد.

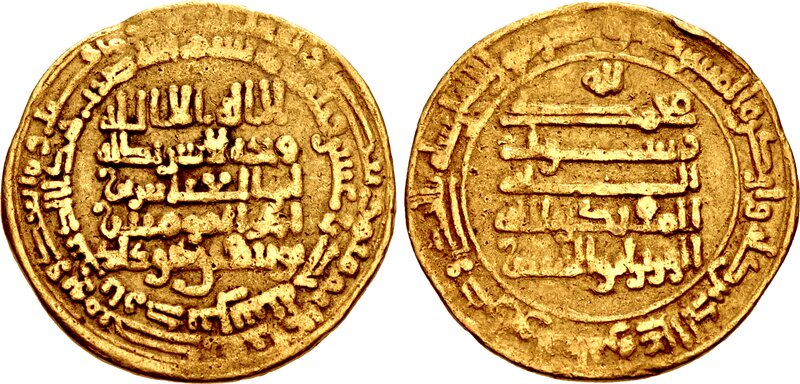
سکه‌ای به نام یوسف بن ابوالساج

پس از یوسف بن ابوالساج، برادرزاده‌اش به فرمان خلیفه حاکم آذربایجان شد ولی یک سال و نیم بعد در سال ۳۱۷، در شورش سپاهیانش به قتل رسید. بعد از او، حکومت قلمرو ساجیان به دست سرداران و غلامانشان افتاد. پس از مرگ او شخص دیگری حکومت را به دست گرفت. حکومت او هم مدت زیادی دوام نیاورد و به نفر بعدی رسید که تا سال ۳۲۳ آذربایجان را اداره می‌کرد. با قتل او در سال ۳۲۳، آذربایجان صحنهٔ درگیری حمدانیانِ عرب از یک طرف و کردها و دیالمه از طرف دیگر شد.

### آغاز حکومت دیسم
دیسم ابتدا یکی از سرداران یوسف بن ابوالساج بود و به پشتوانهٔ او ترقی کرده بود. دیسم در سال ۳۲۶ با استفاده از خلأ قدرت موجود و حمایت‌های فراوان کردها حکومت آذربایجان را به دست گرفت. حکومت دیسم بر آذربایجان، مستقلانه آغاز شد و این منطقه دیگر تحت اتوریته سیاسی خلافت قرار نداشت. خلفا چاره‌ای جز این نداشتند که اکتفا کنند به فرستادن منشور و توقیع، و تظاهر حاکمان آذربایجان به بیعت.

## حملهٔ لشکری بن مردی به آذربایجان

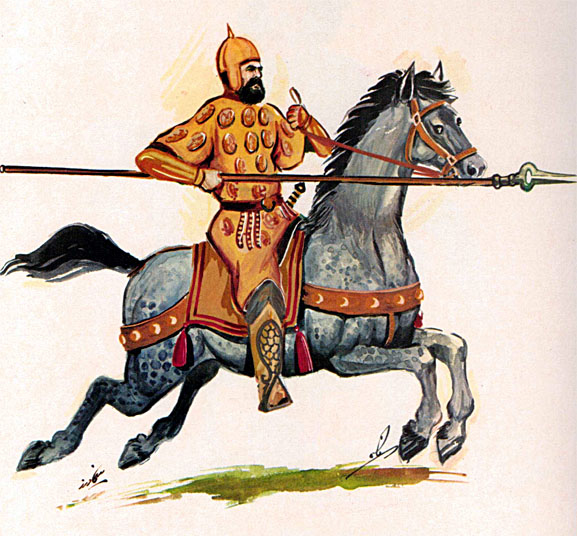
سواره‌نظام دیلمی

طولی نکشید که گسترش نفوذ دولت‌های دیلمی به سمت شمال‌غرب ایران، حیات حکومت دیسم را هم به چالش کشیدند. خطرناک‌ترین این دولت‌ها برای دیسم، سلّاریان بودند، شامل محمد بن مسافر، و فرزندانش مرزبان و وهسودان.

## وقایع سنوات ۳۲۶ تا ۳۳۰
از سال ۳۲۶ تا ۳۳۰، خبری پیرامون دیسم در منابع تاریخی موجود نیست؛ اما این احتمال وجود دارد که او نفوذش را از سمت شمال گسترش داده باشد. در این میان، ترکیب قومی سپاه دیسم مشکلاتی برای او به‌وجود آورد. بزرگان کرد سپاه دیسم، رویکرد قدرت‌طلبانه‌ای داشتند به‌حدی که حتی در برخی موارد بعضی از قلعه‌های دیسم را به تصرف خویش درآورده بودند. این مسائل باعث شد که دیسم بیشتر به سمت دیلمیان سپاهش نظیر صعلوک بن محمد، اسفار بن سیاکولی و علی بن فضل متمایل شود. به عقیدهٔ مادلونگ علت اصلی استخدام مزدوران دیلمی در سپاه توسط دیسم، مقابله با قدرت فزاینده کردهای سپاهش بود. ظاهراً کردها حتی خواستار اخراج کامل دیلمیان از سپاه بودند؛ ولی دیسم که بازگشتش به قدرت را مدیون آنها بود، نه تنها به این خواسته وقعی ننهاد، بلکه تعداد دیالمهٔ سپاهش را افزایش هم داد. این قضیه باعث شورش کردها شد که دیسم با آنها برخورد و عده‌ای از رؤسایشان را دستگیر کرد. البته به گفته علی شاهمرادی، استاد تاریخ دانشگاه اصفهان، دیلمی‌های سپاه دیسم نیز به دلیل خارجی‌مذهب بودنش نسبت به وی احساس تنفر و انزجار می‌کردند.

## حملهٔ مرزبان بن محمد به آذربایجان

### فرار علی بن جعفر به طارم
در آنجا مرزبان (حک. ۳۴۶–۳۳۰) را متقاعد کرد آذربایجان را تسخیر کند.
حملهٔ مرزبان به آذربایجان تحت تأثیر دو عامل رخ داد؛ نخست، گسترش نفوذ دیالمه در ایران، و دوم، نابسامانی اوضاع آذربایجان پس از مرگ یوسف بن ابوالساج.

### از عزیمت مرزبان به آذربایجان تا وقایع تبریز
سپاه دیسم و سپاه مرزبان در میدان با یکدیگر روبرو شدند، اما در این میان دیلمیان سپاه دیسم او را رها کرده و به نیروهای مرزبان ملحق شدند. دیسم نیز لاجرم گریخت و به پادشاهی واسپوراکان در ارمنیه پناهنده شد. علی شاهمرادی اختلاف مذهبی میان دیسم و دیلمی‌های سپاهش را هم در وقوع این اتفاق دخیل می‌داند. بدین‌ترتیب مرزبان «با استفاده از شکاف‌های قومی و مذهبی» موجود در سپاه دیسم، آذربایجان را فتح کرد. اسماعیل شمس معتقد است صعلوک بن محمد (برادر مرزبان) هم که از سال ۳۲۶ به دیسم خدمت می‌کرد، در این واقعه نقش داشت.

### وقایع تبریز و محاصرهٔ اردبیل

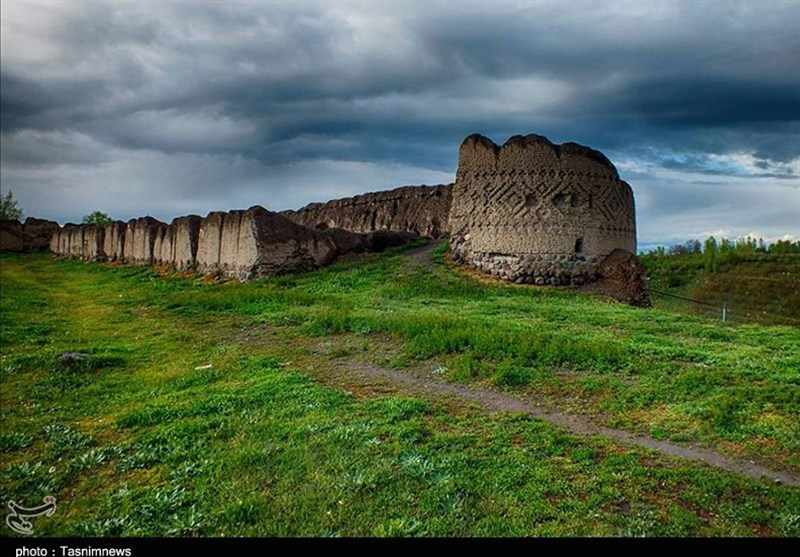
استحکامات تاریخی اردبیل

در آن زمان، به‌طور کلی اردبیل پایتخت آذربایجان محسوب می‌شد. طبق گزارش ابن حوقل، منازعه دیسم و مرزبان و تخریب دیوارهای دفاعی شهر، برای شهر اردبیل فلاکت‌زدگی زیادی به بار آورد. او می‌نویسد: «اردبیل کنونی در مقایسه با آبادانی و عظمت سابقش، مانند مقایسه انسان سالم با انسان بیمار است».

## تسلیم و مرگ
دربارهٔ تأثیر وقایع آذربایجان بر دولت آل بویه باید گفت که شکست دیسم و بر سر کار آمدن سلاریان به ضرر آل بویه بود؛ ولی نظر به اینکه حضور یک خاندان شیعی و دیلمی در منطقه، مانع از پیشروی سامانیان به سوی غرب می‌شد، به‌طور کلی منافع بوییان حاصل گردید.
سرانجام پس از اینکه مرزبان در سال ۳۴۶ ه‍.ق بر اثر بیماری وفات یافت، دیسم توسط طرفداران مرزبان به قتل رسید. مریم ارجح در دانشنامهٔ جهان اسلام بر این باور است که طرفداران مرزبان از اینکه مبادا دیسم دوباره به حکومت برسد می‌ترسیدند، لذا به این نتیجه رسیدند که می‌بایست او را بکشند.

## فهرست منابع
- امامی، ابوالقاسم (۱۳۹۹). ابن مسکویه. ج. ۶. دائرةالمعارف بزرگ اسلامی. دریافت‌شده در ۶ ژوئن ۲۰۲۲.
- مرادی، عبدالحمید (۱۳۹۸). «دیسم کرد». دائرةالمعارف بزرگ اسلامی. ج. ۲۴. دائرةالمعارف بزرگ اسلامی. دریافت‌شده در ۵ مه ۲۰۲۲.
- ارجح، مریم (۱۳۹۳). «دیسم بن ابراهیم کردی». دانشنامه جهان اسلام. ج. ۱۸. دائرةالمعارف بزرگ اسلامی. صص. ۵۵۸–۵۵۹. دریافت‌شده در ۵ مه ۲۰۲۲.
- شمس، اسماعیل (۱۳۹۳). «سلاریان».  در سجادی، صادق. تاریخ جامع ایران. ج. هفتم. مرکز دائرةالمعارف بزرگ اسلامی. شابک ۹۷۸-۶۰۰-۶۳۲۶-۴۱-۲.
- شاهمرادی، سید مسعود (۱۶ فروردین ۱۳۹۵). «آل مسافر و تشیع در دیلم و آذربایجان در قرن چهارم هجری».
- فهیمی، مهین (۱۳۹۶). «ساجیان». دانشنامه جهان اسلام. ج. ۲۲. دائرةالمعارف بزرگ اسلامی. دریافت‌شده در ۱۱ مه ۲۰۲۲.
- اشپولر، برتولد (۱۳۴۹). تاریخ ایران در قرون نخستین اسلامی. تهران: بنگاه ترجمه و نشر کتاب.
- مفرد، محمدعلی (۱۳۸۶). ظهور و سقوط آل زیار. تهران: انتشارات رسانش. شابک ۹۶۴-۷۱۸۲-۹۴-۵.
- «خاندان‌های حکومتی که در گوشه گوشه ایران فرمانروایی کردند». ایبنا. ۱۳۹۷. دریافت‌شده در ۶ ژوئن ۲۰۲۲.

- Bosworth, C. Edmund (1994). "Daysam". Encyclopaedia Iranica, Online Edition (به انگلیسی). Retrieved 5 May 2022.
- Madelung, W. (1975). "The Minor Dynasties of Northern Iran".  In Frye, Richard N. (ed.). The Cambridge History of Iran, Volume 4: From the Arab Invasion to the Saljuqs. Cambridge: Cambridge University Press. pp. 198–249. ISBN 0-521-20093-8.
- Bosworth, C. Edmund (1987). "AZERBAIJAN iv. Islamic History to 1941". Encyclopaedia Iranica, Online Edition (به انگلیسی). Retrieved 6 May 2022.
- ED. (2012). "Yūsuf b. Abi 'l-Sād̲j̲ Dīwdād".  In P. Bearman, Th. Bianquis, C.E. Bosworth, E. van Donzel, W.P. Heinrichs. (ed.). Encyclopaedia of Islam (به انگلیسی) (2nd ed.). Leiden, The Netherlands: Brill Publishers. {{cite encyclopedia}}: Invalid |دسترسی پیوند=آبونمان (help)نگهداری یادکرد:نام‌های متعدد:فهرست ویراستاران (link)
- Cooperson, Michael (2000). "MASʿUDI". Encyclopaedia Iranica, Online Edition (به انگلیسی). Retrieved 6 June 2022.
- Manafzadeh, Alireza (2012). "KASRAVI, AḤMAD iii. AS HISTORIAN". Encyclopaedia Iranica, Online Edition (به انگلیسی). Retrieved 6 June 2022.
- Minorsky, V. (2012). "Musāfirids".  In P. Bearman, Th. Bianquis, C.E. Bosworth, E. van Donzel, W.P. Heinrichs. (ed.). Encyclopaedia of Islam (به انگلیسی) (2nd ed.). Leiden, The Netherlands: Brill Publishers. {{cite encyclopedia}}: Invalid |دسترسی پیوند=آبونمان (help)نگهداری یادکرد:نام‌های متعدد:فهرست ویراستاران (link)
- Kennedy, Hugh (2004). The Prophet and the Age of the Caliphates: The Islamic Near East from the 6th to the 11th Century (Second ed.). Harlow: Longman. ISBN 978-0-582-40525-7.